# Handy (Spülmittel)

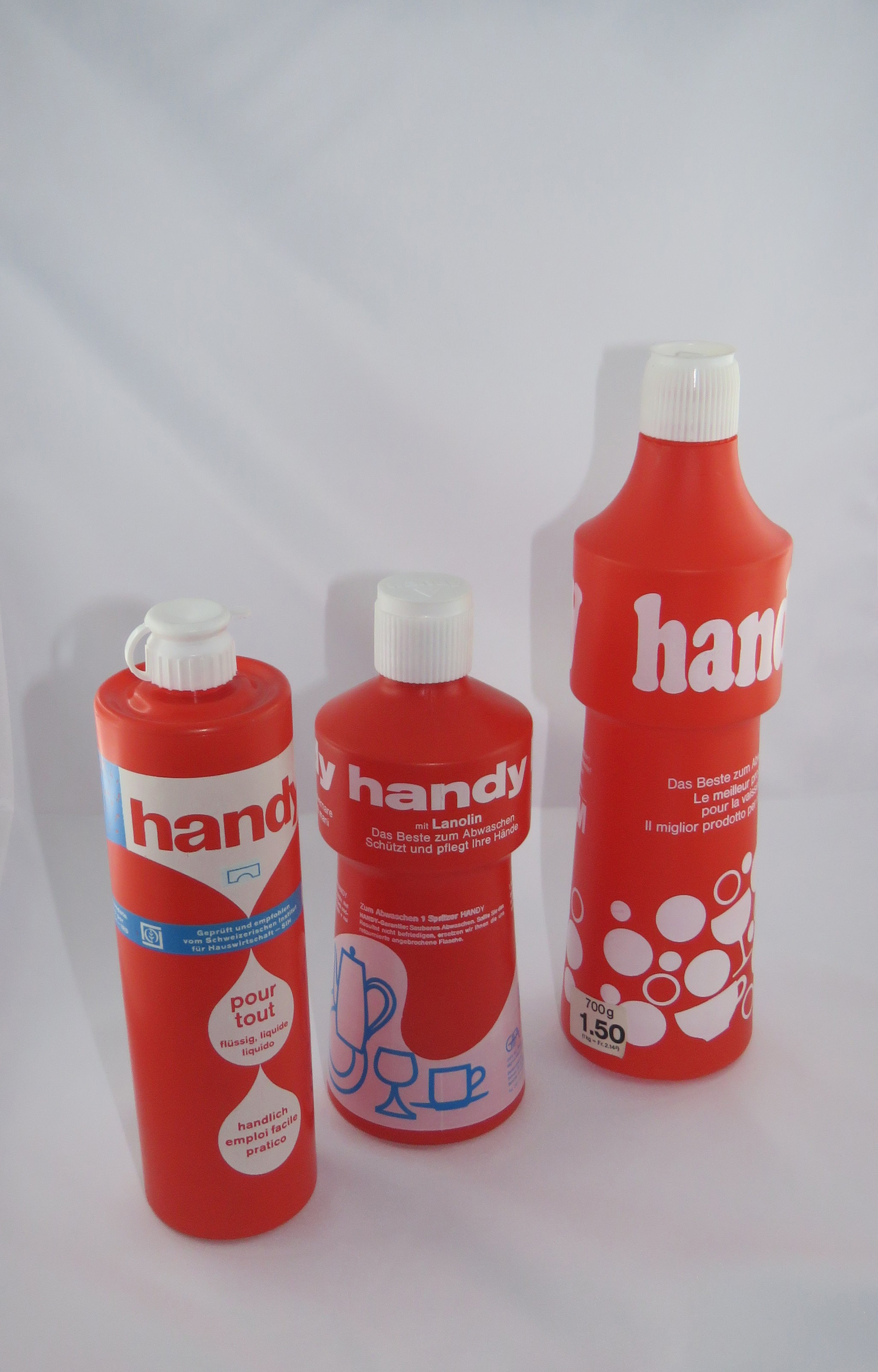
Produkteverpackung 1958–1976

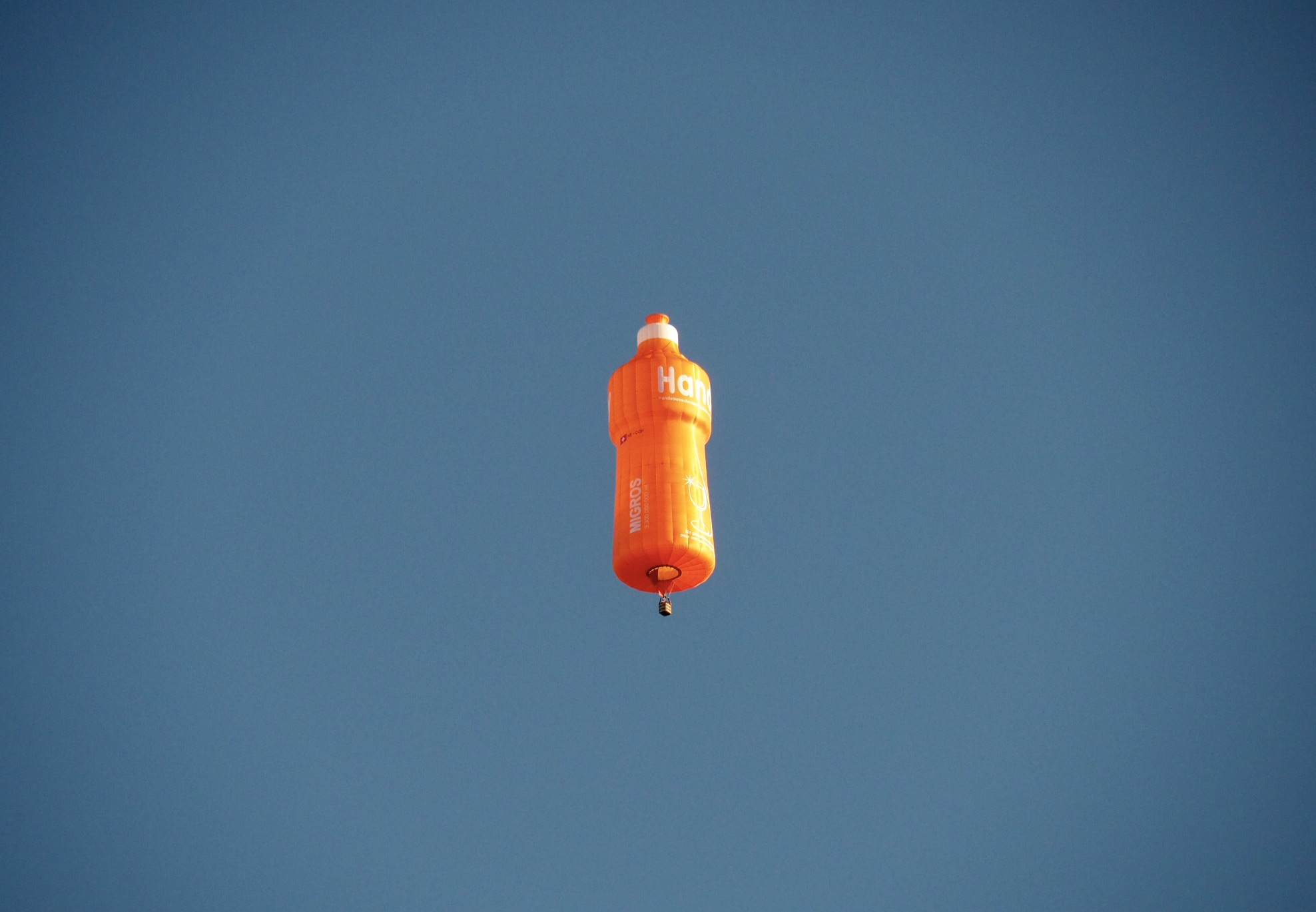
Heissluftballon über dem Zürichsee, 2020

Der Name Handy ist eine Eigenmarke der Detailhandelskette Migros in der Schweiz für das von ihr verkaufte Spülmittel.

## Geschichte
Am 6. Juni 1958 wurde Handy als Marke angemeldet, wobei sich die Herkunft des Namens nicht mehr eruieren lässt. Das Design der orangen PE Flasche mit weissem Dosierverschluss und weisser Schraubkappe wurde seit Ende der 60er Jahre über die Jahrzehnte der Produktion kaum verändert; das dargestellte Geschirr wurde auf ein einziges Glas reduziert, jedoch Form und Farbe der Flasche beibehalten. Die Produktion findet in der konzerneigenen Mibelle AG in Frenkendorf statt.
Für das Jahr 2015 sprach die Migros von über 3,5 Millionen verkauften Flaschen, womit das Produkt einen Marktanteil von über 30 Prozent erreicht. Im 2009 und 2013 war gar von fast vier Millionen oder mehr als vier Millionen verkauften Spülmittelflaschen die Rede, was die Nummer eins für die Schweiz bedeutet. Die Flaschen können in den Filialen zurückgegeben werden.
Nach dem Handwaschmittel kam das Maschinen-Spülmittel Handymatic dazu, worin der Ursprungsname erhalten blieb.

## Trivia
Der Heissluftballon mit dem Kennzeichen HB-QOH wurde im 2015 in Form der bekannten Handy-Flasche gebaut und ist bei 2600 Kubikmetern Inhalt 35 Meter hoch.